# Urraulbeiti
Urraulbeiti (en basc, oficialment en castellà Urraúl Bajo) és un municipi de Navarra, a la comarca de Lumbier, dins la merindad de Sangüesa. És format pels concejos de:
| Entitat de Població | Pob. (2006) |
| ------------------- | ----------- |
| Artieda             | 109         |
| Rípodas             | 19          |
| San Vicente         | 26          |
| Tabar               | 74          |

## Demografia
| Evolució demogràfica                                   | Evolució demogràfica | Evolució demogràfica | Evolució demogràfica | Evolució demogràfica | Evolució demogràfica | Evolució demogràfica | Evolució demogràfica | Evolució demogràfica | Evolució demogràfica | Evolució demogràfica |
| 1996                                                   | 1998                 | 1999                 | 2000                 | 2001                 | 2002                 | 2003                 | 2004                 | 2005                 | 2006                 | 2007                 |
| ------------------------------------------------------ | -------------------- | -------------------- | -------------------- | -------------------- | -------------------- | -------------------- | -------------------- | -------------------- | -------------------- | -------------------- |
| 284                                                    | 274                  | 273                  | 279                  | 277                  | 285                  | 287                  | 289                  | 289                  | 283                  | 288                  |
| Fonts: Urraúl Bajo i Institut d'Estadística de Navarra |                      |                      |                      |                      |                      |                      |                      |                      |                      |                      |